# Kecamatan Teupah Selatan
Kecamatan Teupah Selatan (indonesiska: Teupah Selatan) är ett distrikt i Indonesien.   Det ligger i provinsen Aceh, i den västra delen av landet, 1 500 km nordväst om huvudstaden Jakarta. Kecamatan Teupah Selatan ligger på ön Pulau Simeulue.